# Pedro Mariño de Lobera
Pedro Mariño de Lobera (Pontevedra, 1528 – Lima, 1594) è stato uno storico, esploratore e conquistador spagnolo.
A lui si deve una precisa cronaca della guerra di Arauco nel Regno del Cile.

## Biografia
Fu un militare professionista che operò nella guerra tra Spagna e Francia, e si spostò nelle Americhe nel 1545. Mariño era tra gli uomini di Pedro de la Gasca a L'Avana quando ricevette l'ordine di Carlo V di mettere fine alla rivolta di Gonzalo Pizarro in Perù. Venne quindi trasferito a Lima, dove rimase fino al suo viaggio in Cile nel 1551.
In Cile operò attivamente al fianco di Pedro de Valdivia e di Francisco de Villagra nelle prime campagne volte alla sottomissione del sud, come seconda linea. Fu presente alle campagne dei governatori García Hurtado de Mendoza e Rodrigo de Quiroga.
In seguito, come pagamento per i suoi servizi, gli fu concessa una encomienda nella città di Valdivia. Fu corregidor della città, portando aiuto alle vittime dell'alluvione causata dal terremoto di Valdivia del 1575. In seguito divenne corregidor anche di Camaná, sulla costa meridionale del Perù, dopo cui tornò a Lima.
Nei suoi ultimi anni Mariño de Lobera coltivò un'amicizia col gesuita fra' Bartolomé de Escobar (Siviglia, 24 agosto 1560 – Lima, 3 aprile 1624), che era stato anch'egli in Cile, e gli consegnò i manoscritti della Crónica del Reino de Chile per farglieli correggere e pubblicare. Anche se fra' Escobar fece correzioni all'opera, il testo non fu mai pubblicato in quel periodo. Solo nel 1865 venne pubblicato il volume VI della Colección de Historiadores de Chile y documentos relativos a la Historia Nacional de ese país. 
Mariño de Lobera morì a Lima nel 1594.

### Opere
- Pedro Mariño de Lobera, Crónica del Reino de Chile, escrita por el capitán Pedro Mariño de Lobera… reducido a nuevo método y estilo por el Padre Bartolomé de Escobar (1593), a cura di fra' Bartolomé de Escobar, Crónicas del Reino de Chile, Madrid, Atlas, 1960,  pp. 227–562.